# Geološko skladiščenje ogljikovega dioksida
Geološko skladiščenje ogljikovega dioksida (geološko skladiščenje CO2) je sestavni del procesa zajema in skladiščenja CO2 (CCS - angl. CO2 Capture and Storage), ki poleg skladiščenja CO2 v globoke zemeljske plasti vključuje še zajem CO2 na mestu nastanka in njegov transport do trajnega podzemnega skladišča. Je eden od možnih ukrepov, ki jih je treba nujno vpeljati za ublažitev podnebnih sprememb in zakisanja oceanov, kjer lahko CCS odigra odločilno vlogo, saj lahko prispeva k tretjinskemu zmanjšanju CO2, ki je potrebno do leta 2050.
Vse od začetka industrijske dobe v sredini 18. stoletja je naš svet zelo odvisen od fosilnih goriv, zato ne preseneča, da bo prehod v družbo, ki bo temeljila na podnebju prijaznih  energetskih virih, zahteval veliko časa in vlaganj. Zato potrebujemo kratkoročno rešitev, ki  nam bo pomagala zmanjšati našo odvisnost od fosilnih goriv, tako da jih bomo uporabljali brez dodatnega onesnaževanja, in nam tako dala čas, da razvijemo tehnologije in infrastrukturo za energijsko obnovljivo prihodnost. Ena takih možnosti je ustvariti zaprto zanko v sistemu proizvajanja energije, kjer ogljik, ki smo ga v obliki plina, nafte ali premoga vzeli iz  tal, vračamo nazaj v obliki CO2. Zanimivo je, da si podzemnega skladiščenja CO2 ni izmislil človek, ampak je to povsem  naravni pojav. Naravna  nahajališča CO2 obstajajo po celem svetu že tisoče do milijone let. Poznamo veliko primerov, kjer CO2 izhaja na površino po naravni poti, pogosto pa je tudi prisoten v vrtinah, kjer črpamo nafto in zemeljski plin. Takšna naravna nahajališča po vsem svetu dokazujejo, da je v ustreznih  geoloških formacijah mogoče varno in učinkovito shranjevati CO2 zelo dolgo.

## Zakaj geološko skladiščenje CO2?
Geološko skladiščenje kot del tehnologije zajema in skladiščenja CO2 - CCS. Ob zgorevanju fosilnih goriv ogljik reagira s kisikom iz zraka in nastane CO2. Tehnologija CCS tako vključuje zajem CO2 v elektrarnah na plin ali premog in v industrijskih obratih (npr. jeklarnah, cementarnah, rafinerijah itd.), transport zajetega CO2 po cevovodih ali z  ladjami do mesta skladiščenja ter vtiskanje CO2 skozi vrtino v primerno geološko formacijo, ki omogoča skladiščenje za dolgo časovno obdobje. Na ta način torej preprečimo neposreden izpust CO2 iz industrijskih obratov v ozračje. Glede na rast svetovne populacije in vse večje zahteve po energiji v državah v razvoju kot tudi  na trenutno  pomanjkanje alternativnih velikih »čistih« virov energije, se rabi fosilnih goriv kratkoročno ne moremo izogniti. Z roko v roki s CCS pa se človeštvo lahko razvija na okolju prijazen način in sočasno gradi most za svetovno gospodarstvo, ki bo temeljilo na trajnostni proizvodnji energije.

## Kje skladiščimo CO2?
Po zajemu lahko CO2 uskladiščimo ali pa ponovno uporabimo (npr. kot surovino pri proizvodnji brezalkoholnih pijač ali za spodbujanje rasti v rastlinjakih). Ker je tržišče za ponovno uporabo CO2 trenutno omejeno, je treba večino izločenega CO2 uskladiščiti. CO2 lahko uskladiščimo v geoloških plasteh: v izpraznjenih naftnih in plinskih poljih, v globokih vodonosnikih ali v nekomercialnih plasteh premoga. CO2 lahko odstranimo tudi s kemičnim vezanjem v minerale.
- Naftna in plinska polja so običajno dobro raziskana. Sklepamo, da bo v njih uskladiščeni CO2 varen, saj so se v njih milijone let zadrževali nafta, plin in pogosto tudi CO2. Skladiščenje CO2 v nekatere izmed takih polj bo omogočilo pridobivanje novih količin nafte in plina, ki jih sicer ne bi mogli izčrpati. Zaslužek od tako pridobljenih količin nafte in/ali plina bi lahko namenili za zmanjšanje stroškov skladiščenja CO2. Ta proces pridobivanja nafte in/ali plina (Enhanced Oil/Gas Recovery, EOR, EGR) že več let uporabljajo v ZDA. Njihov osnovni namen sicer ni skladiščenje CO2, ampak povečanje količin proizvedene nafte. V Kanadi v naftna polja in globoke vodonosnike že dolgo včrpavajo kisle pline, ki so sestavljeni v glavnem iz CO2 in H2S in so stranski produkt pri predelavi zemeljskega plina.

- Globoki vodonosniki so geološke plasti, običajno peščenjaki, ki vsebujejo vodo in predstavljajo ogromen potencial za skladiščenje CO2. Najdemo jih v večini držav, večkrat razmeroma blizu industrijskih virov CO2. Pogosto so zelo razprostranjeni in imajo tako velike skladiščne kapacitete. Postopek včrpavanja CO2 v vodonosnike je podoben kot pri skladiščenju v naftna in plinska polja. Norveški projekt Sleipner, ki je prvi komercialni projekt skladiščenja CO2 v geološke formacije na svetu, kjer v vodonosnik pod Severnim morjem letno včrpajo približno 1 milijon ton CO2, dokazuje, da je možno učinkovito skladiščiti velike količine CO2.

- Vseh premogovih plasti ne moremo odkopati, bodisi zato, ker so pretanke ali pa ležijo pregloboko. Po navadi je v njih metan. Pri včrpavanju CO2 v premogove plasti se je pokazalo, da se CO2 bolje veže s premogom kot metan. Izpodrinjeni metan se tako sprosti. To pomeni, da lahko iz take premogove plasti pridobivamo zemeljski plin, ki ga lahko prodamo in tako zmanjšamo stroške skladiščenja. Premogove plasti so zadrževale metan milijone let, zato je zelo verjetno, da bodo zadržale tudi CO2 vsaj tisoče let. To obliko skladiščenja so med drugimi preverili na Poljskem v okviru evropskega projekta RECOPOL.

## Koliko CO2je možno uskladiščiti?
Geološke plasti omogočajo skladiščenje velikanskih količin in se nahajajo po vsem svetu. V različnih oblikah bi torej lahko desetletja ali celo stoletja skladiščili vse svetovne izpuste CO2, ki jih povzroča človek. Po podatkih IEA GHG (2005)CIT dodaj obsegajo svetovne skladiščne kapacitete 400 – 10.000 Gt v globokih vodonosnikih, 920 Gt v osiromašenih naftnih in plinskih poljih ter 40 Gt v premogovih plasteh. Za Evropo je bilo v okviru projekta EU GeoCapacity (2009) CIT dodaj ugotovljeno, da so konzervativno ocenjene skladiščne kapacitete 117 Gt (od tega 96 Gt v globokih vodonosnikih, 20 Gt v osiromašenih naftnih in plinskih poljih ter 1,6 Gt v premogovih plasteh. Evropske emisije CO2 so bile leta 2005 1,9 Gt/leto CIT dodaj.

## Kakšna so tveganja geološkega skladiščenja CO2?
Tako kot velja za vse tehnologije, so tudi z zajemom in skladiščenjem CO2 povezana določena tveganja. Vprašati bi se morali, ali so ta tveganja sprejemljiva in ali so primerljiva s tistimi, ki jih prinašajo alternativne možnosti zmanjšanja CO2? Največja tveganja v okviru CCS prinašata transport in skladiščenje. Tveganja lahko zmanjšamo z ustreznimi varnostnimi ukrepi. Izbrane skladiščne lokacije bodo zunaj območij z veliko potresno ogroženostjo in v geološko stabilnem okolju. Največje tveganje, povezano s skladiščenjem, je na območju vtiskavanja CO2 pod zemljo, kjer lahko pride do poškodb vrtin. Posledica je lahko uhajanje CO2. Verjetnost, da bi uskladiščeni CO2 nenadoma ušel iz podzemnega skladišča, je izredno majhna in je primerljiva  z uhajanjem zemeljskega plina iz plinskih vrtin, kar se zgodi zelo redko. Za razliko od zemeljskega plina pa CO2 ni eksploziven. V številnih ustanovah po svetu raziskujejo morebitna tveganja pri skladiščenju CO2, še posebno pozornost pa namenjajo:
- poznavanju podrobnosti fizikalnih in kemičnih procesov v skladišču,
- postopku izbire primerne lokacije, vključno z analizo potresne nevarnosti,
- postopku izbire primerne lokacije, vključno z analizo potresne nevarnosti,
- načinom monitoringa in preverjanju širše okolice skladiščne lokacije,
- metodam za oceno tveganja in postopkom za upravljanje s tveganji,
- primerom dobre prakse in normativom,
- preverjanju vrtin.